# Guillaume Ier de Sabran
Pour les articles homonymes, voir Guillaume Ier.
 (janvier 2009).
Si vous disposez d'ouvrages ou d'articles de référence ou si vous connaissez des sites web de qualité traitant du thème abordé ici, merci de compléter l'article en donnant les références utiles à sa vérifiabilité et en les liant à la section « Notes et références ».
Guillaume Ier de Sabran (entre 1055 et 1105) est un croisé.
Il est mentionné dans de nombreuses chartes et donations en faveur de monastères à partir de 1064.
Il fait partie des croisés qui partent en octobre 1095 sous la direction de Raymond IV de Toulouse et Adhémar de Monteil, évêque du Puy.
Il est parmi les soixante croisés qui, au siège d'Antioche, en 1098, défendent un pont contre une armée musulmane. Il est un des premiers à pénétrer dans la ville et fait prisonnier les fils du gouverneur de la place.
Pendant le siège de Jérusalem en juin 1099, par son intervention il aide au débarquement de troupes génoises avec des vivres et du matériel (qui sera utilisé pour construire des échelles géantes et des tours d'assaut) dans le port de Jaffa. Le 15 juillet suivant, il entre dans Jérusalem.
À son époque, les blasons n'étaient pas encore existants. Cependant, des armoiries lui ont été attribuées, de gueules, au lion d'or : elles figurent dans la salle des Croisades du Château de Versailles créée par Louis-Philippe en 1843.